# I bitwa pod Orłem
I bitwa pod Orłem – jedna z najkrwawszych i największych  bitew wojny domowej w Rosji.
Stoczona w okolicach miast Orzeł i Kromy między 19 a 28 października 1919 roku. Białogwardyjska Armia Ochotnicza rozbiła całkowicie bardzo duże siły bolszewickie. Wygrana ta otworzyła armii Denikina drogę na północ, do niedalekiej Tuły.